# Platja de Sant Sebastià (Sitges)
La platja de Sant Sebastià és una platja urbana del municipi de Sitges (Garraf) situada al nord del monticle on s'aixeca l'església de Sant Bartomeu i Santa Tecla, i a la banda oposada hi ha l'ermita de Sant Sebastià. Limita al nord amb la Punta de la Llengua de Serp, que la separa de la platja Fonda, i pel sud amb la Punta de la Torreta. Orientada al sud-sud-est, té una longitud de 210 metres i una amplada mitjana de 24 metres, formada per sorra fina i daurada, amb un pendent d'entrada a l'aigua molt suau. Ofereix un ampli ventall de serveis i està adaptada per persones de mobilitat reduïda.

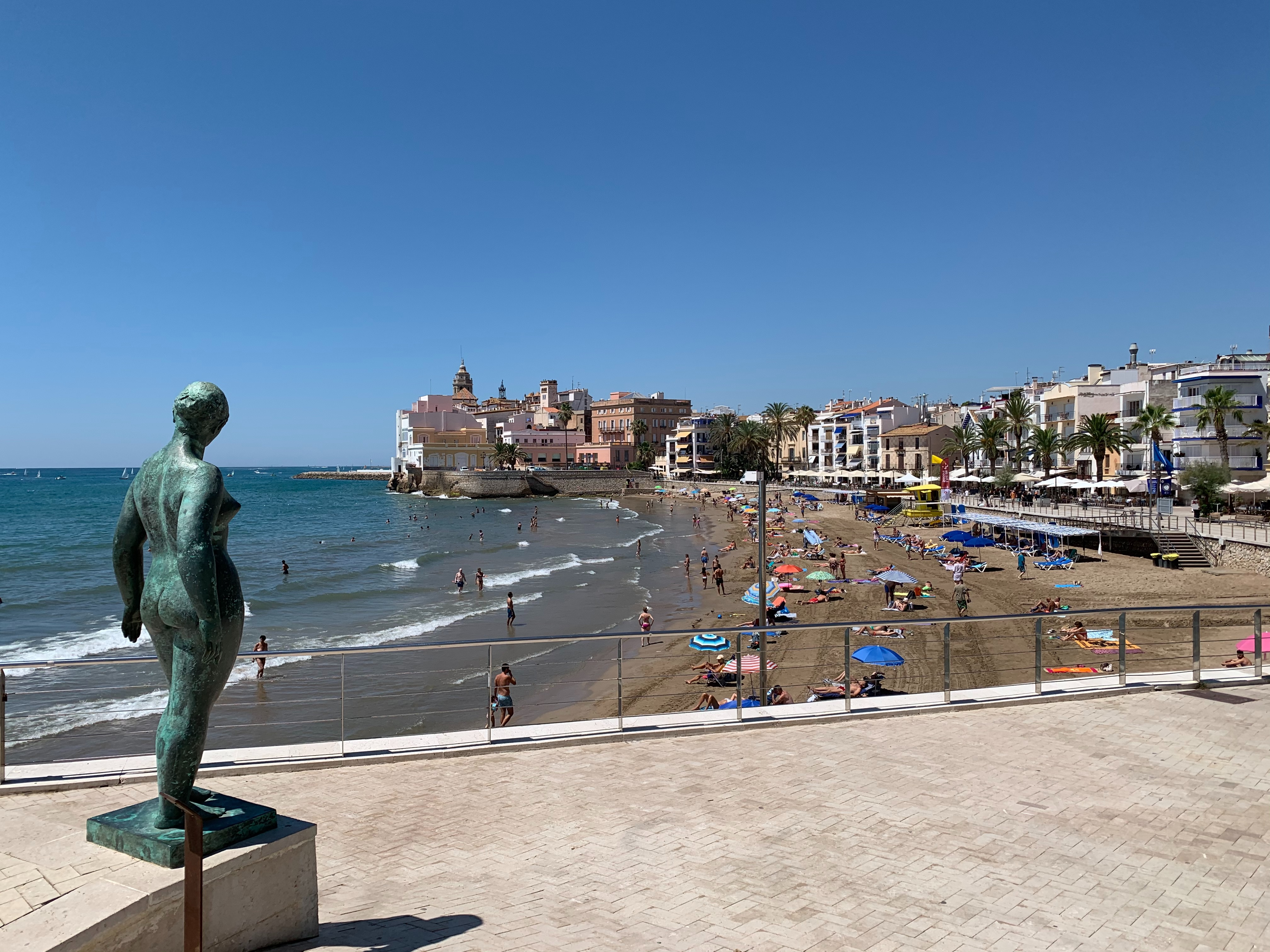
Escultura Dona mediterrània davant la platja

Està rodejada per un passeig marítim, on a l'extrem de ponent hi ha la casa Can Vidal i Quadres, inclosa a l'Inventari del Patrimoni Arquitectònic de Catalunya. i a l'extrem nord, l'escultura Dona mediterrània, de l'escultora Lluïsa Granero.
Està guardonada amb la Bandera Blava, que reconeix internacionalment la qualitat de l'aigua i serveis. L'Agència Catalana de l'Aigua efectua un control quinzenal de la qualitat de l'aigua, durant la temporada de bany, amb el resultat d'excel·lent. La platja de Balmins està adherida a la destinació Costa de Barcelona, certificada per Biosphere des del 2017.